# آنتوان کتابچی
آنتوان کتابچی خان (۱۸۴۳–۱۹۰۲م) سیاستمدار و بازرگان ارمنی‌تبار ایرانی بود، که در دوره سلطنت ناصرالدین شاه و مظفرالدین‌شاه، از ۱۸۸۱ تا ۱۸۹۳ میلادی ریاست گمرک ایران را برعهده داشت. او واسطه اعطای پاره ای امتیازات شد که مهم‌ترین آنها امتیاز نفت جنوب توسط مظفرالدین شاه در سال ۱۹۰۱ م بود که منجر به تشکیل شرکت نفت ایران و انگلیس گردید.

## آغاز زندگی
آنتوان در سال ۱۸۴۳ در کنستانتینوپل در یک خانواده ارمنی گرجی به دنیا آمد. فرزند دوم و اولین پسر از شش خواهر و برادر بود. پدرش، وینسنت تولید کننده قلیان های مرصع برای سلطان بود. در ۱۴ سالگی برای تکمیل تحصیلاتش به لیورنو ایتالیا فرستاده شد. در آنجا ایتالیایی و فرانسوی را آموخت که علاوه بر زبان‌های گرجی، ترکی و ارمنی صحبت می‌کرد. پدرش بیمار بود و قادر به کار نبود، بنابراین در سال ۱۸۶۱ به قسطنطنیه بازگشت و در سن ۱۸ سالگی در آژانس پیام رسان دریایی استخدام شد. در سال ۱۸۶۶ در تجارت پارچه و پارچه فروشی روبن هوکوزیان ارمنی شریک شد و سه سال بعد تجارت پارچه و فرش خود را تأسیس کرد. در سال ۱۸۷۰ با فیلومن آلتونیان، یک زن ارمنی از جلفای اصفهان ازدواج کرد. سه پسرش وینسنت، پل و ادوارد در قسطنطنیه به دنیا آمدند. تجارت وی به سرعت رونق گرفت. او تأمین کننده رسمی خیاطان سلطان شد و شروع به تنوع بخشیدن به تجارت خود کرد. شروع به فروش اسلحه، اخذ نمایندگی از شرکت‌های بزرگ اروپایی و سمت تأمین کننده اسلحه در وزارت جنگ کرد. در سال ۱۸۷۴، با همکاری سرکیسیان ارمنی، یک شرکت کارخانه چوب بری مکانیکی در بلغارستان، که در آن زمان استانی از عثمانی بود، ایجاد کرد.
در سال ۱۸۷۶، ناآرامی‌های جدی در امپراتوری عثمانی آغاز شد. برای چندین سال، استان‌های اروپایی بالکان علیه امپراتوری شورش کرده بودند. پس از هرزگوین، نوبت بلغارستان در آوریل ۱۸۷۶ رسید. در نتیجه این مشکلات و ورشکستگی امپراتوری عثمانی در مقابل طلبکاران، سلطان عبدالعزیز در ۳۰ مه ۱۸۷۶ از سلطنت کناره‌گیری کرد. جانشین و برادرزاده او، مراد پنجم، سه ماه بعد به دلیل جنون بازداشت شد. برادرش عبدالحمید دوم جایگزین او شد، که از طریق سرکوب خونین شورش بلغارستان در آوریل ۱۸۷۶، روسیه را به اعلان جنگ علیه ترکیه در ۲۴ آوریل ۱۸۷۷ سوق داد (جنگ روسیه و ترکیه ۱۸۷۷–۱۸۷۸).
در نتیجه این رویدادها، تجارت کتابچی در معرض ورشکستگی قرار گرفت. کارخانه چوب توسط شورشیان بلغارستان در سال ۱۸۷۶ سوزانده و غارت شد. تغییرات وحشیانه سلاطین و دولت‌ها باعث شد که او موقعیت خود را به عنوان تأمین کننده خیاطان سلطان و تأمین کننده اسلحه برای وزارت جنگ از دست بدهد. جنگ تجارت را کند کرد. در اکتبر ۱۸۷۷، او مجبور شد برای مذاکره دربارهٔ بدهی‌های خود با تأمین کنندگان و طلبکاران آلمانی، بلژیکی و فرانسوی خود به اروپا برود.

## امتیاز راه‌آهن شمال
در سال ۱۸۷۸ در پاریس با بزرگان ایرانی ملاقات کرد که مشغول تدارک ورود ناصرالدین به فرانسه برای نمایشگاه جهانی ۱۸۷۸ بودند. نظرآقا، وزیر مختار ایران در پاریس، ژنرال نریمان خان، آجودان شاه و میرزا حسین خان مشیرالدوله (سپهسالار)، نخست‌وزیر او را متقاعد کردند که برای احداث خط رشت به تهران از شاه امتیاز راه‌آهن بخواهد.
کتابچی که با بانکدار آلن آنتون، مدیر سابق بانک امپراتوری عثمانی در قسطنطنیه آشنا بود در دسامبر ۱۸۷۸ امتیاز راه‌آهن را از شاه گرفت. سپس آلن، متعهد به تشکیل سندیکایی از بانکداران و سرمایه‌داران فرانسوی شد که از جمله از پیر-آرمان دونون، رئیس انجمن دفاتر و رقابت‌ها، و پل اوژن بونتو، رئیس اتحادیه ژنرال تشکیل می‌شد. در ژوئیه ۱۸۷۹، کتابچی به ژنرال نریمان خان در وین پیوست، که سال قبل به عنوان وزیر مختار ایران در اتریش منصوب شده بود. کتابچی با کمک ژنرال، حرکت خود را به ایران آماده کرد و در اوت ۱۸۷۹ اروپا را به همراه خانواده‌اش و مهندس اتریشی شرزر و دو دستیارش ترک کرد. دو ماه بعد وارد تهران شدند. مهندسان نقشه‌برداری خط راه‌آهن را آغاز کردند، اما این پروژه با مخالفت روس‌ها و انگلیسی‌ها مواجه شد و تحت فشار هر دو قدرت، شاه امتیاز را در مارس ۱۸۸۰ لغو کرد.

## امتیاز نفت
او توانست اجازه استخراج نفت در ایران را برای خود به انحصار درآورد، سپس به پاریس رفت و به کمک سر هنری دراموند ولف، موفق شد با ویلیام ناکس دارسی دیدار کند و او را برای سرمایه‌گذاری در ایران متقاعد نماید. در این زمان زمین‌شناس فرانسوی؛ جک دو مورگان در مقاله‌ای نوشت که ایران به احتمال زیاد دارای منابع نفت بسیار زیادی است.
ادوارد کوت، که یکی از کارمندان جولیوس دو رویتر بود، به عنوان نماینده کتابچی به لندن فرستاده شد تا برای دارسی نتایج تحقیقات فرانسویان را توضیح دهد. دارسی با دکتر بوورتون دیدار کرد که او به دارسی پیشنهاد کرد که یک زمین‌شناس معروف به نام اچ.تی. برلز را برای تحقیقات بیشتر به ایران بفرستد. برلز به ایران رفت و در مورد احتمال وجود نفت در خوزستان و کرمانشاه مطالب مثبتی نوشت. در ژانویه سال ۱۹۰۱ میلادی پس از تعداد زیادی ملاقات بین کتابچی، دارسی، ولف و کوت هرکدام تصمیم گرفتند درصدی از سود نفت را در صورت پیدا شدن آن تقسیم کنند. هیچ‌کدام از این افراد نمی‌توانستند مقدار سود بیش از حدی که از این تصمیم در آینده ایجاد شد پیش‌بینی کنند. دارسی بعدها ابراز پشیمانی کرد که به درصد کمی راضی شده بوده‌است.
دارسی با مقامات دولت انگلستان دیدار کرد و از کمک آنها مطمئن شد. در این زمان کتابچی خان تلاش خود را برای دادن رشوه به تمامی وزرا و اطرافیان شاه شروع کرد. در آوریل ۱۹۰۱ کتابچی با علی اصغر امین السلطان دیدار کرد و در مورد تصمیم خود برای او توضیح داد. هاردینگ سفیر انگلستان در تهران نیز با امین السلطان دیدار کرد و تلاش کرد او را برای اجازه استخراج نفت متقاعد کند. در این ملاقات او امین السلطان را متقاعد کرد که در صورت یافتن نفت به ایران ده درصد سود صادرات و پنج درصد مالیات صادرات داده شود.
کتابچی با اعطای رشوه زیاد موفق شد تمامی وزرا و درباریان را خریداری کند تا اینکه این قرارداد توسط مظفرالدین شاه امضاء شود؛ ولیکن مظفرالدین شاه گفت که او تنها قرارداد را وقتی امضاء خواهد کرد که ۴۰٬۰۰۰ پوند پیش پرداخت صورت گیرد و سهم ایران از ده به ۱۶ درصد افزایش یابد. از این رو طرف انگلیسی سهم ایران را از ده به شانزده افزایش داد ولی مالیات صادرات را حذف کرد. در ۲۸ می ۱۹۰۱ شاه و ماریوت نماینده دارسی قرارداد را امضاء کردند. دارسی به مدت ۶۰ سال اجازه یافت که در تمامی ایران به غیر از مناطق شمالی که با روسیه همسایه بودند به استخراج نفت بپردازد. قرارداد به او اجازه داد که از تمامی اموال دولت برای استخراج نفت به صورت مجانی استفاده کند. واردات تجهیزات نفتی بدون پرداخت مالیات باشد. بعد از تشکیل اولین شرکت استخراج، قرار شد که دولت ایران ۲۰٬۰۰۰ پوند نقد و ۲۰٬۰۰۰ پوند به صورت سهام دریافت کند. قرارداد همچنین ملزم شد که ایران شانزده درصد سود سالیانه را دریافت کند. در زمان پایان قرارداد در سال ۱۹۶۱ میلادی تمامی منابع شرکت استخراج نفت به مالکیت دولت ایران درمی‌آمد. دولت ایران باید نماینده‌ای برای حفظ منافع خود و نظارت بر اعمال شرکت تعیین می‌کرد. به طرز عجیبی، دولت کتابچی را مسئول نظارت بر این قرارداد کرد که خود با دارسی برای ایجاد این قرارداد همدست بود.
روسها بعد از شنیدن امضای این قرارداد تلاش زیادی برای لغو یا تغییر آن کردند ولیکن به موفقیت نرسیدند. رابطه کتابچی، هنری دراموند ولف و ویلیام ناکس دارسی به تأسیس شرکت بریتیش پترولیوم انجامید.
کتابچی از طرف دولت ایران به عنوان کمیسر شاهنشاهی نفت منصوب شد تا از منافع ایران مراقبت کند ولی طبق بند ۱۱ قرارداد دارسی باید شرکت نفت حقوق او را پرداخت میکرد! او از دانش خود از دربار، دولت و مقامات مذهبی ایران استفاده کرد تا اطمینان حاصل کند که امتیاز نفت به سرنوشت امتیاز تنباکو در ده سال قبل دچار نشود. او قبل از بازگشت به اروپا، دارسی را مجبور کرد که سه پسرش را استخدام کند: پل کتابچی در تهران به عنوان رابط با دولت ایران، وینسنت کتابچی در لندن به عنوان رابط با دارسی، و ادوارد کتابچی در قصرشیرین. به عنوان دستیار مهندس جورج برنارد رینولدز، مسئول اکتشاف نفت.